# Marina procumbens
Marina procumbens är en ärtväxtart som först beskrevs av Dc., och fick sitt nu gällande namn av Rupert Charles Barneby. Marina procumbens ingår i släktet Marina och familjen ärtväxter. Inga underarter finns listade i Catalogue of Life.